# 巴亭郡
巴亭郡（越南语：／）是越南首都河內市下轄的一個郡。總面積9.25平方公里，2017年總人口247100人。巴亭郡為越南的政治中心，越南大部分政府機關及外國使館位於巴亭郡。

## 名稱來源
巴亭郡是為了紀念勤王運動中的巴亭起義而命名。這場起義發生在1886年的清化省峨山县巴亭。巴亭因三個村亭相連而得名。

## 地理
巴亭郡北與西湖郡毗鄰，南接棟多郡，東連紅河，東南同還劍郡相連，西連紙橋郡。

## 历史
1954年11月4日，河内市区划分为第一、二、三、四郡，郡下设34区庯，巴亭郡区域分属巴亭区庯和竹帛区庯，2区庯均隶属第三郡管辖。
1958年，市区4郡重划为12区庯，巴亭郡区域仍分为巴亭区庯和竹帛区庯。
1961年5月31日，河内市区重划为4区庯，竹帛区庯，巴亭区庯第一块、第十三块、第二十一块、第二十六块、第二十七块、第二十八块、第二十九块、第三十块、第三十一块、第三十二块、第三十三块、第三十四块、第三十五块、第三十六块、第三十七块、第三十八块、第三十九块、第四十块、第四十一块，玉河社、福丽社、东泰社、讲武村、玉姜村、成功村和安泰村，安和社苏沥江东岸的纸桥庯组成新的巴亭区庯。
1974年8月31日，河内市调整市区行政区划，各区庯下辖小区域分设为小区，巴亭区庯下辖34小区。
1978年12月，河内市各区庯合并小区，巴亭区庯下辖柚小区、纸桥小区、贡渭小区、奠边小区、队艮小区、讲武小区、金马小区、玉河小区、阮忠值小区、福舍小区、馆圣小区、成功小区、瑞圭小区、竹帛小区、安阜小区15小区。
1981年1月3日，越南调整行政区划通名。巴亭区庯更名为巴亭郡；柚小区更名为柚坊，纸桥小区更名为纸桥坊，贡渭小区更名为贡渭坊，奠边小区更名为奠边坊，队艮小区更名为队艮坊，讲武小区更名为讲武坊，金马小区更名为金马坊，玉河小区更名为玉河坊，阮忠值小区更名为阮忠值坊，福舍小区更名为福舍坊，馆圣小区更名为馆圣坊，成功小区更名为成功坊，瑞圭小区更名为瑞圭坊，竹帛小区更名为竹帛坊，安阜小区更名为安阜坊。
1995年10月28日，以柚坊、瑞圭坊、安阜坊3坊和慈廉县5社析置西湖郡；巴亭郡仍辖福舍坊、阮忠值坊、竹帛坊、馆圣坊、贡渭坊、纸桥坊、玉河坊、金马坊、队艮坊、奠边坊、讲武坊、成功坊12坊。
1996年11月22日，纸桥坊更名为玉庆坊。
2005年1月5日，贡渭坊部分区域划归玉庆坊管辖，玉庆坊部分区域划归贡渭坊管辖，贡渭坊和玉河坊析置柳街坊，贡渭坊析置永福坊。
2024年11月14日，越南国会常务委员会通过决议，自2025年1月1日起，阮忠值坊并入竹帛坊。

## 行政区划
巴亭郡下轄13坊，郡人民委员会位于柳街坊。
- 貢渭坊（Phường Cống Vị）
- 奠邊坊（Phường Điện Biên）
- 队艮坊（Phường Đội Cấn）
- 講武坊（Phường Giảng Võ）
- 金馬坊（Phường Kim Mã）
- 柳街坊（Phường Liễu Giai）
- 玉河坊（Phường Ngọc Hà）
- 玉慶坊（Phường Ngọc Khánh）
- 福舍坊（Phường Phúc Xá）
- 舘聖坊（Phường Quán Thánh）
- 成功坊（Phường Thành Công）
- 竹帛坊（Phường Trúc Bạch）
- 永福坊（Phường Vĩnh Phúc）

## 交通
- 河內都市鐵路3號線
  - 紙橋站 - 金馬站